# Ioan Alexandrescu
Ioan Alexandrescu (n. 23 octombrie 1912, Bacău — d. 5 iulie 1997, București) a fost un compozitor, profesor și dirijor de cor român.

## Studiile muzicale (1932-1937)
A absolvit Conservatorul din București, avându-i ca profesori pe Alfred Alessandrescu (teorie-solfegiu), Mihail Jora (armonie, contrapunct), Constantin Brăiloiu (istoria muzicii, folclor), Ștefan Popescu (dirijat cor), Silvio Florescu (vioară), George Breazul (enciclopedia și pedagogia muzicii), perfecționându-se apoi cu Ionel Perlea (dirijat orchestră, 1942-1944) și Dimitrie Cuclin (compoziție, 1944-1946).

## Cariera
- profesor de muzică în Giurgiu (1937-1939), București (1939-1946), Craiova (1946-1949);
- profesor de teorie-solfegiu și director la Școala populară de artă din Craiova (1948-1953);
- dirijor și director la Ansamblul de cântece și dansuri „Nicolae Bălcescu” din Craiova (1953-1956);
- șeful secției muzicale din Casa Centrală a Creației Populare din București (1956-1959);
- profesor de teorie-solfegiu la Ansamblul de cântece și dansuri CCS din București (1959-1962);
- lector la clasa de teorie-solfegiu și șef de catedră la Facultatea de muzică a Institutul pedagogic din București (1959-1966);
- profesor de muzică la Liceul nr. 42 din București - azi Liceul Bilingv „Miguel de Cervantes” din București unde, pe lângă cor, a înființat și a condus o orchestră de mandoline și chitare compusă din elevi formați de domnia sa, până în anul 1977 când s-a pensionat - (1966-1977);

## Articole
A scris articole în „Muzica”, „Lupta de clasă”, „Cultura poporului”, „Munca” și „Gazeta învățământului”. 

## Distincții
A fost distins cu mențiune la premiul de compoziție „George Enescu” (1946).

## Compoziții
Muzică de teatru
- Comoara dacică (1981), operetă pentru copii în două acte, libretul de Anghel Th. Popescu.

Muzică simfonică
- Nocturnă pentru violoncel și orchestră (1951), primă audiție, Craiova, 29 septembrie 1952, Filarmonica „Oltenia”, Victor Popescu.

Muzică de cameră
- Suită pentru pian (1946).

Muzică corală
- Spre alte zări (1943), cor mixt, versuri de Ioan Alexandrescu;
- Răsună toaca (1943), cor mixt, versuri de Octavian Goga;
- Seară de Crăciun (1943), cor mixt, versuri de Ioan Alexandrescu;
- Doina (1944), cor mixt, versuri de I.U. Soricu;
- Lelițele (1947), cor mixt, versuri populare;
- Țara noastră (1947), cor mixt, versuri de I.U. Soricu;
- Floarea vieții (1951), cor mixt, versuri de Mircea Radovan;
- Doina Jiului (1953), pentru tenor și cor mixt, versuri populare;
- La joc (1955), cor mixt și pian (orchestră), versuri populare, în Cântece din țara mea, București, 1958;
- Scoală, scoală, Pierde-Vară (1957), pentru bariton și cor mixt, versuri populare, în „Îndrumătorul cultural” nr. 8, București, 1958; idem în Cântece din țara mea, București, 1958;
- Hora înfrățirii (1958), cor mixt, versuri de Dumitru Vasilescu-Liman, în 700 de ani de la Unirea Principatelor, București, Casa Centrală a Creației Populare, 1958; idem în Cântecul prietenul nostru. Antologie, București, 1984 (Corul UGSR, Nicolae Ciobanu - dirijor);
- Te slăvim, zi de august (1959), cor mixt și voci egale, versuri de Nicolae Nasta, în „Coruri”, București, Casa Centrală a Creației Populare, 1959; idem în „Apărarea patriei”, București, 31 iulie 1959, și în „Munca”, București, 17 august 1960;
- Sărbătoarea recoltei (1960), cor mixt, versuri Mihail Cosma, în Cântecul, prietenul nostru. Antologie, București, 1984;
- Nalță cânt de ceferist (1961), cor mixt, versuri de Mihail Cosma;
- Amurg în sat (1963), cor pentru voci egale, versuri de Ion Socol, în Suntem a țării primăvară, București, 1963;
- Anicuța, neichii dragă (1963), cor mixt, versuri populare;
- Deșteptarea florilor (1964), cor pentru voci egale, versuri populare;
- Steaguri purpurii (1965), cor mixt, versuri de Dumitru Vasilescu-Liman;
- Douăsprezece cântece polifonice pentru copii (1966), coruri pentru voci egale, versuri de Victor Tulbure, în Cântece pentru copii, București, 1971;
- Patru cântece populare din Maramureș (1966), cor mixt și voci egale, versuri populare;
- Povestea gâștelor (1967), cor mixt, versuri de George Coșbuc;
- Suveicuță rândunea (1968), cor mixt și voci egale, versuri de Dumitru Vasilescu-Liman;
- Vai de mine, mor de cald (1968), cor mixt, versuri populare;
- Cântec de noapte (1968), cor mixt, versuri de Panait Cerna;
- Cântec pentru eroi (1968), cor mixt, versuri de Ioan Meițoiu, în „Coruri”, București, 1968;
- Cântecul republicii (1969), cor mixt, versuri de Dumitru Vasilescu-Liman, în „Coruri”, București, 1969;
- Voie bună, bun noroc (1969), cor mixt, versuri ce Dumitru Vasilescu-Liman în „Coruri”, București, 1969;
- Pământ, zestre strămoșească (1969), cor mixt, versuri de Dumitru Vasilescu-Liman, în „Coruri”, București, 1969;
- Țară mândră, țară nouă (1970), cor mixt, versuri de Dumitru Vasilescu-Liman, în „Coruri”, București, 1970;
- Privind Carpații (1970), cor bărbătesc, versuri de Dumitru Vasilescu-Liman, în „Coruri”, București, 1970;
- Un cămin de păsărele (1970), cor pentru voci egale, versuri de Otilia Cazimir;
- Cântecul aviatorului (1972), cor bărbătesc, versuri de V. Moldoveanu;
- Tineret, zbor de albatros (1973), cor mixt, versuri de Dumitru Vasilescu-Liman;
- Nu-i bai! (1973), cor pentru voci egale, versuri populare, în Coruri de compozitori români contemporani, București, 1973;
- Patru prelucrări de cântece populare din Oltenia (1973), coruri mixte, versuri populare;
- Mândră vreme azi e-n țară (1974), cor pentru voci egale, versuri de Ion Socol;
- Stegarii lui de mâine vrem să fim (1974), cor pentru voci egale, versuri de Victor Tulbure;
- Noi ai țării pionieri (1974), cor pentru voci egale, versuri de Dumitru Vasilescu-Liman;
- Merge țara către mâine (1974), cor pentru voci egale, versuri de Dumitru Vasilescu-Liman;
- Cine-n silă doar muncește (1974), cor mixt, versuri populare;
- Când amintirile (1975), cor mixt, versuri de Mihai Eminescu;
- Suită moldovenească (1975), cor pentru voci egale, versuri populare;
- Făurim prin muncă, slava ta (1976), cor mixt, versuri de Dumitru Vasilescu-Liman;
- Hora de la Plevna (1977), cor mixt, versuri de Vasile Alecsandri;
- Mereu cu tine (1977), cor pentru voci egale, versuri de N. Constantinescu;
- Marș pionieresc (1977), cor pentru voci egale, versuri de Mihai Negulescu;
- Pământ al țării mele (1977), cor pentru voci egale, versuri de Valeria Boiculesi;
- Cântec nou de bucurie (1977), cor pentru voci egale, versuri populare, în Slăvită țară!, București, 1978;
- Cutezătorii (1977), cor pentru voci egale, versuri de Elena Dragoș;
- Câte mori sunt pe Vâlsan (1977), cor mixt, versuri populare;
- Suită oltenească (1978), cor pentru voci egale, versuri populare;
- Suită muntenească (1978), cor pentru voci egale, versuri populare;
- Până fu Horia-împărat (1979), cor mixt, versuri populare;
- Ne salută semafoare (1979), cor mixt, versuri de Ioan Alexandrescu;
- Lui Gheorghe Lazăr (1979), cor pentru voci egale, versuri de Al. Mitru și Aurel Tita;
- Limba noastră (1980), cor mixt, versuri de Virgil Carianopol;
- Republică, patria mea (1980), cor pentru voci egale, versuri de Victor Tulbure;
- Nani, nani (1980), cor pentru voci egale, versuri de Otilia Cazimir;
- Vine ploaia (1980), cor pentru voci egale, versuri de George Coșbuc;
- Codru-n toamnă (1980), cor pentru voci egale, versuri de Ion Socol;
- Ursul (1980), cor pentru voci egale, versuri de Victor Tulbure;
- Cloșca (1980), cor pentru voci egale, versuri de Victor Tulbure;
- Vulpea cizmăriță (1980), cor pentru voci egale, versuri de Victor Tulbure;
- Jocul (1980), cor pentru voci egale, versuri de Victor Tulbure;
- Circul (1980), cor pentru voci egale, versuri de Victor Tulbure;
- Trenulețul (1982), cor pentru voci egale, versuri de Dragoș Vicol;
- Cântec de leagăn (1983), cor pentru voci egale, versuri de Ion Socol;
- Melcul (1982), cor pentru voci egale, versuri de Victor Tulbure;
- S-a ridicat un monument în sat (1982), cor mixt, versuri de P.G. Gorun;
- Cântec nou de țapinar (1982), cor mixt, versuri de Angel Cârstea;
- Cântec pentru ceferiștii patriei (1983), cor mixt, versuri de Angel Cârstea;
- Veniți, cu toți, la Alba (1983), cor mixt, versuri de Dumitru Stănciulescu.